# Assemblage 23
«Assemblage 23» — американський EBM-проєкт з Сієтлу.

## Історія
На початку 80-х Тому Ширу доводилося змінити безліч професій: працювати продавцем, техніком на фестивалях тощо. У вільний час він експериментував з музикою, грав на басу у гурті Advocates, а також відігрував Dj-сети. Його перший сольний проєкт називався «Man on a Stage». Це був зразок абстрактної інструментальної музики, оскільки йому бракувало впевненості у своїх вокальних здібностях.
Офіційно Assemblage 23 був створений Томом Широм у 1988 році після того, як він спробував себе як танцювальний industrial DJ на відкритті концерту Depeche Mode. Цей стиль захопив Тома і він вважав, що нарешті знайшов те звучання, яке хотів показати у своїй музиці. Щобільше, цей проєкт був більше як хобі для Шира, і пройшло цілих 10 років перш ніж накопичений матеріал зацікавив лейбли.
У 1999 році музикант уклав контракт з канадським лейблом Gashed! і випустив у листопаді альбом Contempt. Другий альбом Failure, вийшов у світ у березні 2001 року на лейблі Gashed! в Північній Америці і на Accession Records у Європі. Друга студійна робота стала справжнім проривом для проєкту. Том почав виїжджати на гастролі — як по США, так і у Європу. Сингл «Disappoint» з Failure, вийшов в жовтні 2001 року на лейблі Accession. Пісня написана про почуття втрати Shear після самогубства його батька 28 жовтня 1999.
Після закінчення контракту з Gashed Records, Шир підписується на Metropolis Records у 2001 році; Metropolis перевидає альбоми Contempt і Failure в листопаді 2001-го. Addendum — реліз реміксів також вийшов у листопаді, але тільки на Accession. До цього моменту Assemblage 23 стає досить популярним у жанрі EBM. Третій альбом Defiance вийшов у жовтні 2002 року на Metropolis і Accession. Виходу альбому передував вихід синглу «Document» у вересні того ж 2002 року.
Assemblage 23 випустила четвертий альбом Storm в жовтні 2004 року з синглами «Let the Wind Erase Me» (серпень 2004) і «Ground» (листопад 2004).
У березні 2007 року Assemblage 23 випускає новий сингл «Binary», який дебютував на # 21 місці в Billboard US singles chart, а у квітні виходить альбом Meta.
У 2007 році з'являється альбом «Early Rare & Unreleased», який являє собою зібрання 14 треків Assemblage 23 записаних в 1988—1998 роках.

## Дискографія

### Альбоми
- Demo, Fall 1998 — (CS demo) 1998 — no label
- Contempt — (CD Album) 1999 — Gashed! • (CD Album) 2000 — Accession Records • (CD Album) 2001 — Metropolis
- Addendum — (CD) 2001 — Accession Records
- Failure — (CD Album) 2001 — Gashed!, Metropolis, Accession Records
- Defiance — (CD Album) 2002 — Metropolis, Accession Records • (CD Album) 2005 — Irond
- Storm — (CD Album) 2004 — Metropolis, Accession Records • (CD) 2005 — Irond
- Early, Rare & Unreleased 1988—1998 — (CD, Ltd. Edition) 2007
- Meta — (CD Album) 2007 — Metropolis, Accession Records, Irond
- Early, Rare, & Unreleased Volume 2 — 2009 — 23db Records
- Compass — (Ltd. Edition) 2009 — Metropolis, Accession Records
- Compass — 2009 — Metropolis, Accession Records

### Сингли та EP
- Disappoint — (CD, Maxi) 2001 — Accession Records
- Document — (CD Maxi) 2002 — Accession Records
- Ground- (CD Maxi) 2004 — Metropolis, Accession Records
- Let the Wind Erase Me — (CD Maxi) 2004 — Metropolis, Accession Records
- Binary — (CD Maxi) 2007 — Metropolis, Accession Records
- Spark — (CD Maxi) 2009 — Metropolis, Accession Records